# Iseo (Italie)
Pour les articles homonymes, voir Iseo.

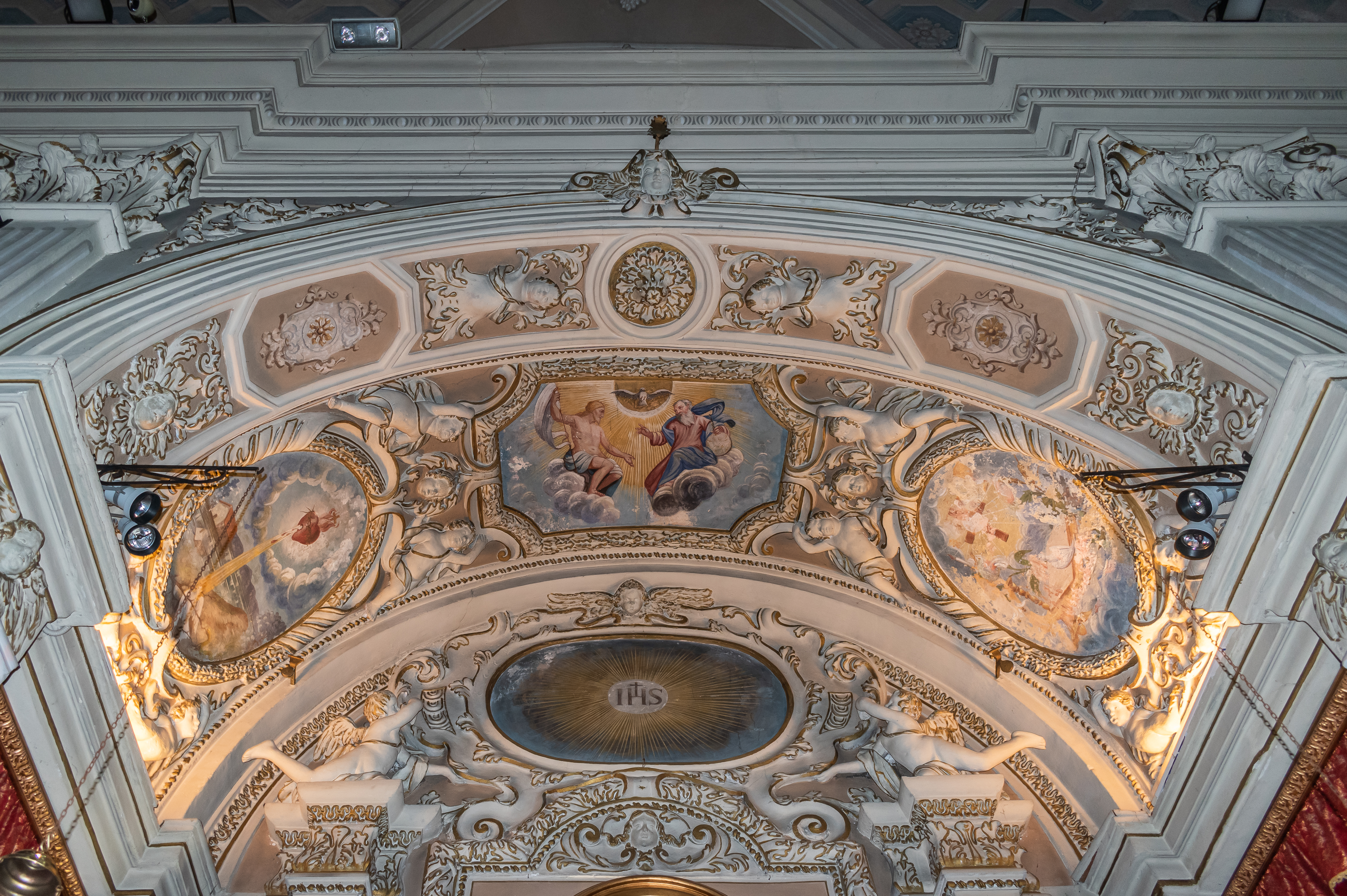
Intérieur de l'église Notre Dame de la neige à Iseo. Octobre 2021.

Iseo est une commune de la province de Brescia, dans la région Lombardie, en Italie.

## Administration
| Période                                  | Période | Identité              | Étiquette      | Qualité |
| ---------------------------------------- | ------- | --------------------- | -------------- | ------- |
| 1999                                     | 2009    | Marco Ghitti          | civiques liste |         |
| 2009                                     | -       | Riccardo Venchiarutti | civiques liste |         |
| Les données manquantes sont à compléter. |         |                       |                |         |

### Hameaux
Covelo, Pilzone, Clusane.

### Communes limitrophes
Adro, Corte Franca, Monte Isola, Monticelli Brusati, Paratico, Polaveno, Predore, Provaglio d'Iseo, Sarnico, Sulzano,  Tavernola Bergamasca.

## Jumelages
- Tamsweg (Autriche)

## Sport
La commune a accueilli deux fois l'arrivée d'une étape du Tour d'Italie, en 1973 avec la victoire de Gianni Motta et en 2018 avec la victoire d'Elia Viviani.

## Galerie

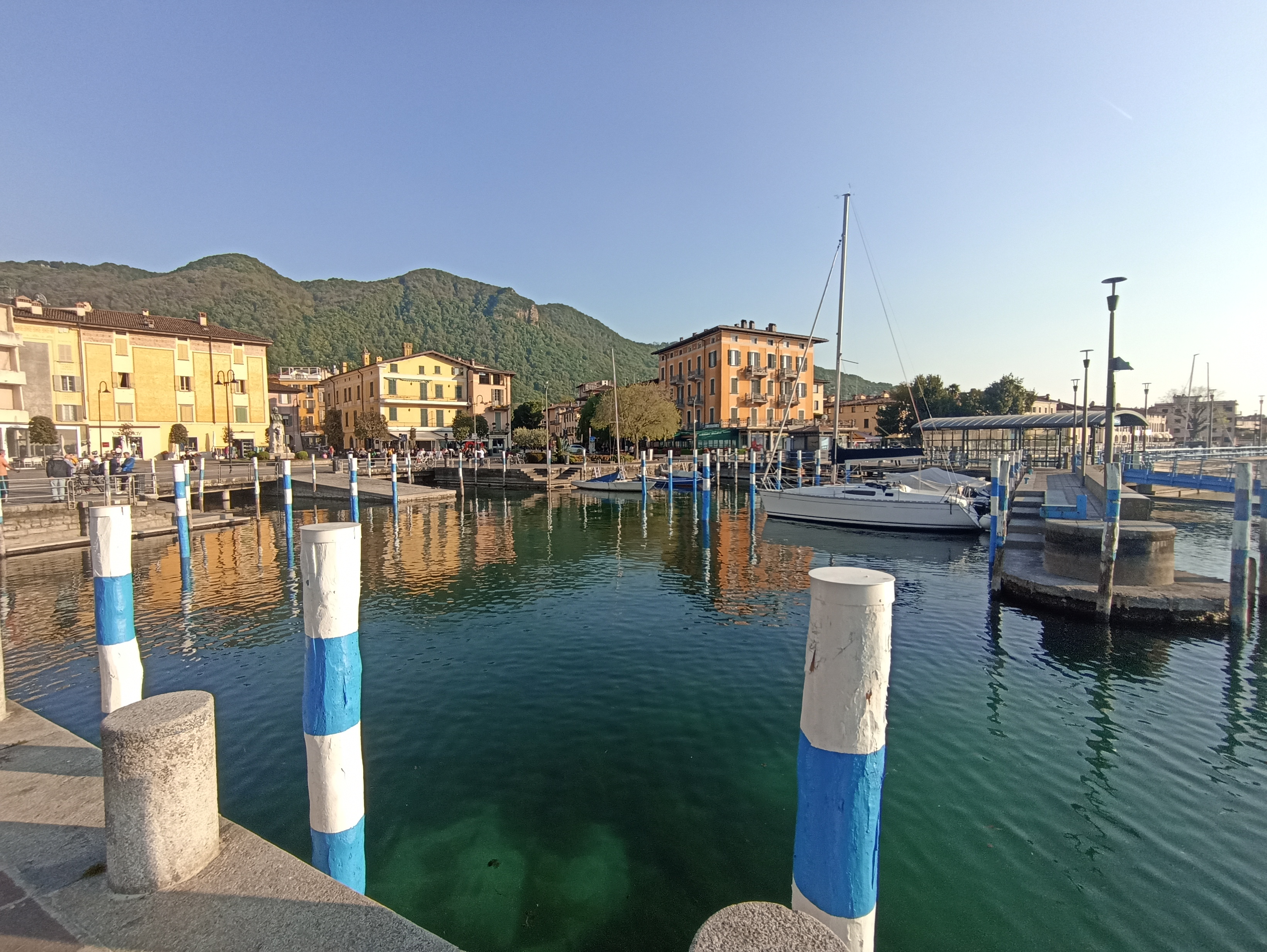
Port de plaisance (2022).
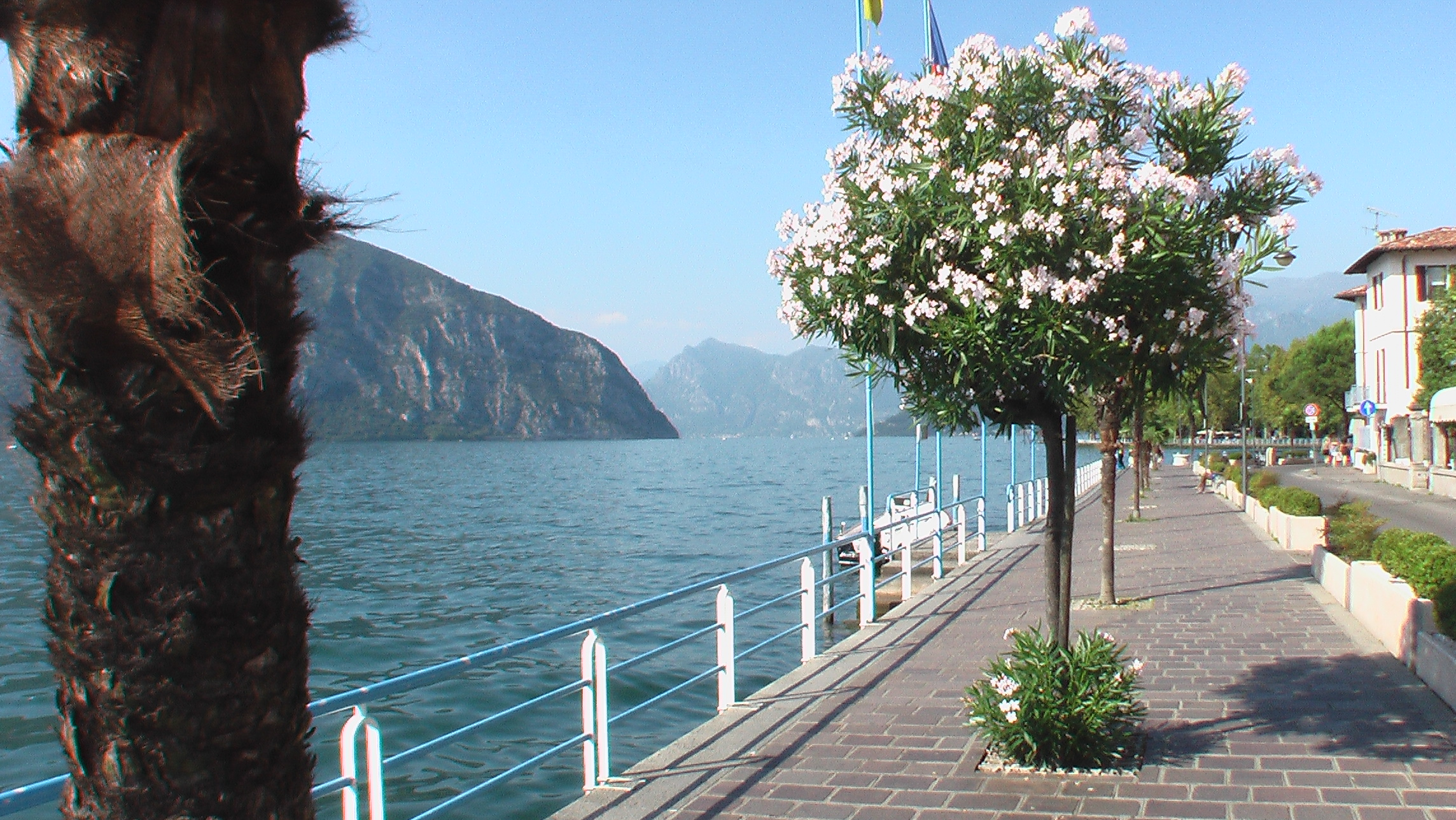
Promenade « lungolago » (2008).